# Chi Chia-wei
Chi Chia-wei (chiń. 祁家威; pinyin Qí Jiāwēi; ur. 2 sierpnia 1958) – tajwański działacz na rzecz LGBT. 
W 1986 roku, w okresie stanu wojennego na Tajwanie, zorganizował międzynarodową konferencję prasową, na której oznajmił, że jest gejem i zwrócił uwagę na konieczność działań w celu ograniczenia epidemii AIDS, był to pierwszy publiczny coming out w historii Tajwanu . W tym samym roku złożył wniosek o oficjalne uznanie swojego związku z osobą tej samej płci za małżeństwo (na Tajwanie do zawarcia małżeństwa wystarczy złożenie wypełnionego i podpisanego wniosku do urzędu) . Wniosek odrzucono a Chi Chia-wei został aresztowany, w areszcie spędził 5 miesięcy . 
W 2017 roku złożył podanie do tajwańskiego Trybunału Konstytucyjnego wnioskując o to, by związki osób tej samej płci były traktowane przez prawo tak samo jak małżeństwa . Trybunał uznał racje Chi Chia-wei, stwierdził, że prawo definiujące małżeństwo jako związek między kobietą a mężczyzną jest sprzeczne z konstytucją i nakazał zmianę tego prawa . Dwa lata później parlament Tajwanu zastosował się do tego wyroku i przegłosował ustawę wprowadzającą małżeństwa osób tej samej płci . 